# Dwergzeedonderpad
De dwergzeedonderpad (Micrenophrys lilljeborgii) is een straalvinnige vissensoort uit de familie van donderpadden (Cottidae). De wetenschappelijke naam van de soort is voor het eerst geldig gepubliceerd in 1875 door Collett.

## Beschrijving
De dwergzeedonderpad is een kleine vis die slechts 7,4 centimeter lang wordt, en is daarmee beduidend kleiner dan bijvoorbeeld de gewone zeedonderpad (Myoxocephalus scorpius) met gemiddeld 30 centimeter en maximaal 60 centimeter. Het heeft een vlezige, knotsvormige en hoge rug met een grote en gepantserde kop. De kop heeft een grote, zeer brede eindstandige bek met verdikte lippen. Net als bij verwante soorten, is het gepantserd terwijl het voorste kieuwdeksel eindigt in een lange ruggengraat. De rug en de flanken zijn bruin tot olijfgroen van kleur en hebben vier donkere dwarsbalken, de kop is grijs tot geel. Tijdens de paartijd hebben de mannetjes rode vlekken op hun flanken.
De borstvinnen zijn groot en plat. De buikvinnen zitten op de borst en de rugvin is duidelijk in twee delen. De voorste rugvin bestaat uit 8 tot 9 harde stekels, de tweede uit 11 tot 12 zachte stekelvormige vinstralen. De anaalvin heeft 6 tot 9 vinstralen en de borstvin 15 tot 16 vinstralen.

## Verspreiding
Het verspreidingsgebied van de dwergzeedonderpad strekt zich uit van de Witte Zee, IJsland en Noorwegen tot aan het Kanaal, de Noordzee en het Skagerrak en Kattegat aan de Deense kust. De vis leeft voornamelijk op zand- en puinbodems en tussen algen op een diepte van 20 tot 100 mettr, waar hij zich voornamelijk voedt met kleine schaaldieren (vlokreeften, tienpotigen) en vissen. Af en toe dringt het door in het brakke water van riviermondingen. Hij paait in het vroege voorjaar en legt demersale eieren, in bosjes op de bodem, diameter 2 mm. Larven zijn pelagisch. Een populatie dwergzeedonderpadden kan zijn aantal in minder dan vijftien maanden verdubbelen.